# Oenothera victorinii
Oenothera victorinii är en dunörtsväxtart som beskrevs av Gates och Catcheside. Oenothera victorinii ingår i släktet nattljussläktet, och familjen dunörtsväxter. Inga underarter finns listade i Catalogue of Life.